# Collegio uninominale Campania - 01 (2017)
Il collegio elettorale uninominale Campania - 01 è stato un collegio elettorale uninominale della Repubblica Italiana per l'elezione del Senato tra il 2017 ed il 2022.

## Territorio
Come previsto dalla legge elettorale italiana del 2017, il collegio era stato definito tramite decreto legislativo all'interno della circoscrizione Campania.
Era formato dal territorio di 120 comuni: Ailano, Airola, Alife, Alvignano, Amorosi, Apollosa, Arpaia, Arpaise, Baia e Latina, Bellona, Benevento, Bonea, Bucciano, Caianello, Caiazzo, Calvi, Calvi Risorta, Camigliano, Campolattaro, Campoli del Monte Taburno, Capriati a Volturno, Capua, Carinola, Casalduni, Castel Campagnano, Castel di Sasso, Castello del Matese, Castelpagano, Castelpoto, Castelvenere, Cautano, Cellole, Ceppaloni, Cerreto Sannita, Ciorlano, Circello, Colle Sannita, Conca della Campania, Cusano Mutri, Dragoni, Dugenta, Durazzano, Faicchio, Falciano del Massico, Foglianise, Fontegreca, Forchia, Formicola, Fragneto l'Abate, Fragneto Monforte, Frasso Telesino, Gallo Matese, Galluccio, Giano Vetusto, Gioia Sannitica, Guardia Sanframondi, Letino, Liberi, Limatola, Marzano Appio, Melizzano, Mignano Monte Lungo, Moiano, Mondragone, Montesarchio, Morcone, Paolisi, Pastorano, Paupisi, Piana di Monte Verna, Piedimonte Matese, Pietramelara, Pietraroja, Pietravairano, Pignataro Maggiore, Ponte, Pontelandolfo, Pontelatone, Prata Sannita, Pratella, Presenzano, Puglianello, Raviscanina, Riardo, Rocca d'Evandro, Roccamonfina, Roccaromana, Rocchetta e Croce, Ruviano, San Giorgio del Sannio, San Gregorio Matese, San Leucio del Sannio, San Lorenzello, San Lorenzo Maggiore, San Lupo, San Martino Sannita, San Nazzaro, San Nicola Manfredi, San Pietro Infine, San Potito Sannitico, San Salvatore Telesino, San Tammaro, Santa Croce del Sannio, Santa Maria Capua Vetere, Sant'Agata de' Goti, Sant'Angelo a Cupolo, Sant'Angelo d'Alife, Sassinoro, Sessa Aurunca, Solopaca, Sparanise, Teano, Telese Terme, Tocco Caudio, Tora e Piccilli, Torrecuso, Vairano Patenora, Valle Agricola, Vitulano, Vitulazio.
Il collegio era quindi compreso tra le province di Benevento e Caserta.
Il collegio era parte del collegio plurinominale Campania - 01.

## Eletti
| Elezione | Elezione | Senatore        | Partito            |
| -------- | -------- | --------------- | ------------------ |
|          | 2018     | Danila De Lucia | Movimento 5 Stelle |

## Dati elettorali

### XVIII legislatura
Come previsto dalla legge elettorale, 116 senatori erano eletti con sistema a maggioranza relativa in altrettanti collegi uninominali a turno unico.
| Candidati              | Candidati                 | Voti    | %     | Liste                           | Voti    | %     |
| ---------------------- | ------------------------- | ------- | ----- | ------------------------------- | ------- | ----- |
|                        | Danila De Lucia ✔️ Eletto | 114 051 | 44,53 | Movimento 5 Stelle              | 114 051 | 44,53 |
|                        | Sandra Lonardo            | 85 118  | 33,23 | Forza Italia                    | 55 311  | 21,60 |
| Lega                   | Sandra Lonardo            | 85 118  | 33,23 | 17 354                          | 6,78    |       |
| Fratelli d'Italia      | Sandra Lonardo            | 85 118  | 33,23 | 8 004                           | 3,13    |       |
| Noi con l'Italia - UDC | Sandra Lonardo            | 85 118  | 33,23 | 4 449                           | 1,74    |       |
|                        | Giulia Abbate             | 41 661  | 16,27 | Partito Democratico             | 35 389  | 13,82 |
| Civica Popolare        | Giulia Abbate             | 41 661  | 16,27 | 2 519                           | 0,98    |       |
| +Europa                | Giulia Abbate             | 41 661  | 16,27 | 2 487                           | 0,97    |       |
| Italia Europa Insieme  | Giulia Abbate             | 41 661  | 16,27 | 1 266                           | 0,49    |       |
|                        | Maria Teresa Sasso        | 5 761   | 2,25  | Liberi e Uguali                 | 5 761   | 2,25  |
|                        | Giuseppe Fappiano         | 2 995   | 1,17  | Potere al Popolo!               | 2 995   | 1,17  |
|                        | Lorenzo Scirocco          | 1 725   | 0,67  | Italia agli Italiani            | 1 725   | 0,67  |
|                        | Antonio Librasi           | 1 518   | 0,59  | CasaPound                       | 1 518   | 0,59  |
|                        | Luisa Mele                | 1 361   | 0,53  | Il Popolo della Famiglia        | 1 361   | 0,53  |
|                        | Laura Biancini            | 898     | 0,35  | Partito Comunista               | 898     | 0,35  |
|                        | Riccardo Pannone          | 435     | 0,17  | Partito Valore Umano            | 435     | 0,17  |
|                        | Alfonsina Palumbo         | 308     | 0,12  | Per una Sinistra Rivoluzionaria | 308     | 0,12  |
|                        | Agnese Russo              | 281     | 0,11  | PRI - ALA                       | 281     | 0,11  |
| Totale                 | Totale                    | 256 112 | 100   |                                 | 256 112 | 100   |
|                        |                           |         |       |                                 |         |       |
| Voti non validi        | Voti non validi           | 13 143  | 4,88  |                                 |         |       |
| Votanti                | Votanti                   | 269 255 | 71,55 |                                 |         |       |
| Elettori               | Elettori                  | 376 313 |       |                                 |         |       |